# Venceslas Ier (roi de Bohême)
Pour les articles homonymes, voir Venceslas Ier de Bohême.
Venceslas Ier (ou III) de la dynastie des Přemyslides (en tchèque : Václav I.) (1205 – 23 septembre 1253), dit le Borgne (Jednooký) est élu roi de Bohême en 1226 et couronné en 1228.

## Biographie

### Origine
Venceslas est le fils d'Ottokar Ier et de Constance de Hongrie et le frère de sainte Agnès de Bohême. Il est reconnu comme roi dès le 26 aout 1216 par l'empereur Frédéric II et couronné le 6 février 1228 du vivant de son père. Il est alors appelé le « Jeune roi ».

### Début de règne
Dans ce contexte, après la mort de son père en 1230, il n'a aucun mal à établir son autorité en Bohême. En juillet 1231, son envoyé obtient une nouvelle fois confirmation de son titre royal par Frédéric II du Saint-Empire en conflit avec son fils. En 1235, il obtient que son épouse Cunégonde de Souabe, cousine germaine de l'empereur, reçoive 10 000 marks d'argent en dédommagement de sa part d'héritage des biens des Hohenstaufen.

### La succession d'Autriche
Henri, le fils aîné de l'Empereur Frédéric II, est lassé de son épouse Marguerite d'Autriche, son aînée de sept ans, dont il n'a en outre jamais reçu la dot. Par l'intermédiaire du duc Louis Ier de Bavière, marié à Ludmilla de Bohême, une princesse tchèque, il approche Venceslas Ier afin d'envisager une union avec la sœur du roi, Agnès de Bohême, à qui il avait été fiancé en 1219. En 1231, le jeune prince annonce son intention de répudier sa femme et d'épouser la princesse Agnès. L'empereur, qui ne veut pas entrer en conflit avec le puissant duc Frédéric II d'Autriche, frère de Marguerite, propose de payer lui-même la dot. Venceslas Ier cède à la pression impériale et Henri renonce à son projet. Déçue, Agnès se retire alors du monde et entre en 1233 dans l'ordre de Sainte-Claire.
Pour se venger, Frédéric II d'Autriche conclut une alliance avec le margrave Premysl Ier de Moravie, le propre frère cadet de Venceslas Ier, afin de renverser le roi. Venceslas s'allie avec André II de Hongrie et en 1235, ils ravagent de concert le duché d'Autriche. Par ailleurs, l'empereur Frédéric II, lassé de l'insubordination permanente de son fils Henri, le déshérite et le bannit en 1235. Comme il soupçonnait le duc Frédéric II le Batailleur de connivence avec le rebelle, ils chargent Venceslas Ier et Othon II de Bavière, le fils de Louis Ier assassiné, d'exécuter la proscription impériale ou Reichsacht de 1236 à l'encontre du duc d'Autriche. Venceslas Ier s'empare de Vienne où l'empereur Frédéric II fait élire son second fils Conrad IV roi des Romains en février 1237.
De 1233 à 1237, Venceslas Ier combat son frère Premysl, margrave de Moravie, dont la cour est à Olomouc. Le roi lance ses armées à l'assaut de la Moravie et Premysl se réfugie en Hongrie, chez Béla IV, avant de se soumettre en 1238. Sa disparition prématurée, le 16 octobre 1239, supprime un facteur de désordre en Bohême. Frédéric II le Batailleur se soumet à l'empereur et accepte en 1239 de donner sa nièce Gertrude de Babenberg comme épouse à Vladislav III de Moravie, le fils aîné de Venceslas Ier.
En 1241, la région doit faire face à l'invasion des Mongols de la Horde d'or du khan Batou qui viennent de dévaster la Silésie. Ils se retirent devant l'armée de Venceslas Ier, positionnée dans les passes qui mènent en Bohême et ravagent la Moravie et l'Autriche, avant d'envahir la Hongrie. Le conflit reprend avec l'Autriche, mais l'empereur Frédéric II devenu veuf de sa 3e épouse Isabelle d'Angleterre manifeste de l'intérêt pour la riche héritière qu'est Gertrude de Babenberg. Devant cette menace, Venceslas Ier se détache du parti impérial et se rapproche du pape Innocent IV et de son « anti-roi des Romains » Guillaume de Hollande. Le mariage de Vladislav III de Moravie et de Gertrude de Babenberg est célébré le 1er avril 1246. Frédéric le Batailleur est tué le 15 juin 1246 lors d'un ultime conflit avec les Hongrois, mais la mort subite de Vladislav le 3 janvier 1247 met un terme brutal aux projet d'expansion tchèque en Autriche.

### Dernières années
En Bohême, Venceslas Ier doit par ailleurs faire face à une révolte du parti pro-impérial qui élit corégent son second fils et désormais héritier Ottokar. Le roi défait les rebelles à Most en novembre 1248 et reprend Prague en août 1249 ; il réussit même à capturer son fils, avec lequel il se réconcilie en novembre 1249, lorsqu'il lui confie le margraviat de Moravie. Après la mort, en 1250, de Hermann VI de Bade-Bade le second mari de Gertrude de Babenberg, Venceslas Ier négocie et réussit avec l'appui de l'archevêque de Salzbourg à faire élire son fils Ottokar duc par les États autrichiens, le 21 novembre 1251. Pour conforter sa position, il marie Ottokar le 11 février 1252 à Marguerite, l'épouse abandonnée du défunt Henri II de Souabe, alors âgée de 48 ans. Cette prise de contrôle du duché d'Autriche suscite les réactions du roi Béla IV de Hongrie, qui occupe la Styrie, et de Roman de Galicie, 3e époux de Gertrude de Babenberg, qui, dépité de voir la succession d'Autriche lui échapper, la répudie en 1253.

## Union et postérité
Il épouse en 1228 Cunégonde, fille de l'empereur Philippe de Souabe, dont il a cinq enfants :
- Vladislav, margrave de Moravie ;
- Premysl, futur Ottokar II ;
- Béatrice (?-25 mai 1286), qui épouse en juin 1246 le margrave Othon III de Brandebourg ;
- Anežka (Agnès) (1244-1268), épouse du margrave Henri III de Misnie ;
- et une fille dont le nom est perdu.

## Sources
- Francis Dvornik, Les Slaves histoire, civilisation de l'Antiquité aux débuts de l'Époque contemporaine, Paris, éditions du Seuil, 1970, 1196 p.
- Jörg Konrad Hoensch et Françoise Laroche (traduction), Histoire de la Bohême : des origines à la Révolution de velours, 1995, 523 p. (ISBN 9782228889223 et 2228889229), p. 74, 78-85, 90.
- Pavel Bělina, Petr Čornej et Jiří Pokorný, Histoire des Pays tchèques, Paris, Éditions du Seuil, coll. « Points Histoire U 191 », 1995, 510 p. (ISBN 2020208105).
- (en) Nora Berend, Przemyslaw Urbanczyk et Przemislaw Wiszewski, Central Europa in the High Middle Ages. Bohemia -Hungary and Poland c.900-c.1300, Cambridge, Cambridge University Press, 2013, 546 p. (ISBN 978-0-521-786959), p. 239, 386, 410, 413, 433, 447, 463, 477-478.